# Réseau biologique

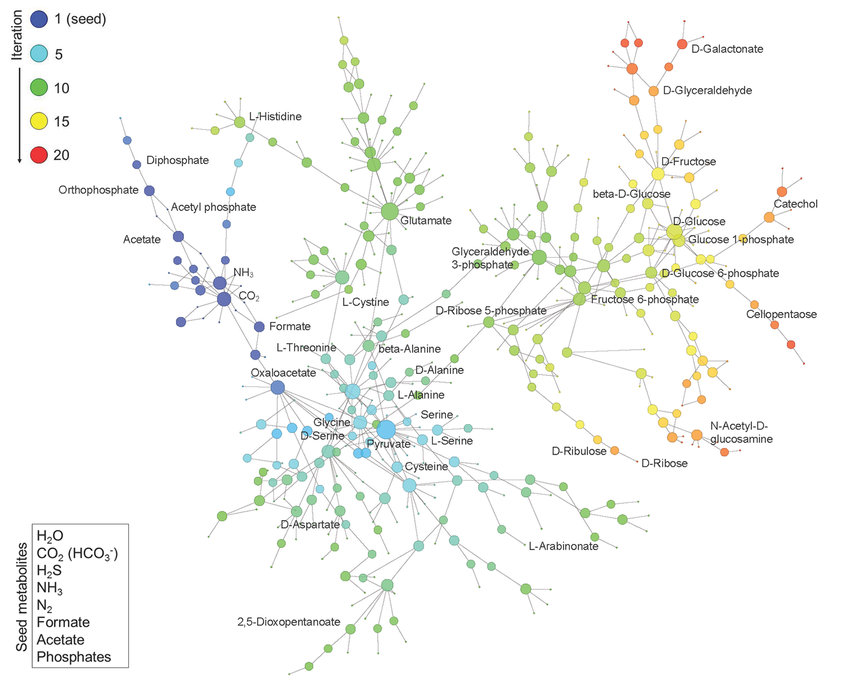
Réseau métabolique phosphoro-dépendant

Un réseau biologique est tout réseau touchant au domaine des systèmes biologiques. Un réseau est un système avec des sous-unités qui sont liées entre elle pour former un tout, comme des espèces formant un réseau alimentaire entier. Les réseaux biologiques fournissent une représentation mathématique des connexions trouvées dans les études écologiques, évolutives et physiologiques, tout comme les réseaux de neurones. L'analyse des réseaux biologiques par rapport aux maladies humaines a conduit au domaine de la médecine des réseaux,.

## Biologie des réseaux et bioinformatique
Les systèmes biologiques complexes peuvent être représentés et analysés comme des réseaux mathématiques. Par exemple, les écosystèmes peuvent être modélisés comme des réseaux d'espèces en interaction ou une protéine peut être modélisée comme un réseau d'acides aminés. En décomposant une protéine en éléments plus petits, les acides aminés peuvent être représentés comme un réseau d'atomes connectés, comme le carbone, l'azote et l'oxygène. Les nœuds et les liens sont les composants de base d'un réseau. Les nœuds représentent les unités du réseau, tandis que les liens représentent les interactions entre les unités. Les nœuds peuvent représenter un vaste réseau d'unités biologiques, allant d'organismes individuels à des neurones individuels dans le cerveau. Deux propriétés importantes d'un réseau sont le degré et la centralité de l'interdépendance. Le degré (ou connectivité, un usage du terme différent de celui utilisé en théorie des graphes) est le nombre de bords qui relient un nœud, tandis que l'interactivité est une mesure de la centralité d'un nœud dans un réseau. Les nœuds présentant une forte interconnexion servent essentiellement de ponts entre les différentes parties du réseau (c.-à-d. que les interactions doivent passer par ce nœud pour atteindre d'autres parties du réseau). Dans les réseaux sociaux, les nœuds à haut degré d'interdépendance peuvent jouer un rôle important dans la composition globale d'un réseau.
Dès les années 1980, les chercheurs ont commencé à considérer l'ADN ou les génome, comme le stockage dynamique d'un système de langage avec des états finis calculables précis représentés comme une machine à états finis. Des recherches récentes sur les systèmes complexes ont également suggéré une certaine similitude de grande envergure dans l'organisation de l'information dans les problèmes de la biologie, de l'informatique et de la physique, comme le condensat de Bose-Einstein (un état particulier de la matière).
La bioinformatique a de plus en plus déplacé son sujet d'étude vers des gènes individuels, des protéines et des algorithmes de recherche vers des réseaux à grande échelle finissant par -omes tels que biome, interactome, génome et protéome. De telles études théoriques ont révélé que les réseaux biologiques partagent de nombreuses fonctionnalités avec d'autres réseaux tels que l'Internet ou les réseaux sociaux, par exemple leur topologie de réseau.

## Réseaux en biologie

### Réseaux d'interaction protéine-protéine
De nombreuses interactions protéine-protéine (IPP) dans une cellule forment des réseaux d'interaction protéique (PIN) où les protéines sont des nœuds et leurs interactions sont des liens. Les PIN sont les réseaux les plus analysés en biologie. Il existe des dizaines de méthodes de détection des IPP pour identifier de telles interactions. Le système à deux hybrides de levure est une technique expérimentale couramment utilisée pour l'étude des interactions binaires.
Des études récentes ont indiqué la conservation des réseaux moléculaires au cours de l'évolution. De plus, il a été découvert que les protéines à haut degré de connectivité sont plus susceptibles d'être essentielles à la survie que les protéines à moindre degré. Cela suggère que la composition globale du réseau (pas simplement les interactions entre les paires de protéines) est importante pour le fonctionnement global d'un organisme.

### Réseaux de régulation des gènes (réseaux d'interaction ADN – protéine)
L'activité des gènes est régulée par des facteurs de transcription, des protéines qui se lient généralement à l'ADN. La plupart des facteurs de transcription se lient à plusieurs sites de liaison dans un génome. En conséquence, toutes les cellules ont des réseaux de régulation génomiques complexes. Par exemple, le génome humain code environ 1 400 facteurs de transcription se liant à l'ADN et qui régulent l'expression plus de 20 000 gènes humains. Les technologies pour étudier les réseaux de régulation des gènes incluent ChIP-chip, ChIP-seq, CliP-seq et autres.

### Réseaux de coexpression de gènes (réseaux d'association transcription-transcription)
Les réseaux de coexpression de gènes peuvent être interprétés comme des réseaux d'association entre des variables qui mesurent les abondances de transcrits. Ces réseaux ont été utilisés pour fournir un système d'analyse biologique de l' ADN des données de puces à ADN, données ARN-seq, données miRNA etc. L'analyse de réseau de co-expression du gène pondéré est largement utilisé pour identifier les modules de co-expression et les gènes de moyeu intramodulaires. Les modules de co-expression peuvent correspondre à des types de cellules ou à des voies. Les concentrateurs intramodulaires hautement connectés peuvent être interprétés comme des représentants de leur module respectif.

### Réseaux métaboliques
Les composés chimiques d'une cellule vivante sont liés par des réactions biochimiques qui convertissent un composé en un autre. Les réactions sont catalysées par des enzymes. Ainsi, tous les composés d'une cellule font partie d'un réseau biochimique complexe de réactions appelé réseau métabolique. Il est possible d'utiliser des analyses de réseau pour déduire comment la sélection agit sur les voies métaboliques.

### Réseaux de signalisation
Les signaux sont transduits à l'intérieur des cellules ou entre les cellules et forment ainsi des réseaux de signalisation complexes. Par exemple, dans la voie MAPK/ERK la surface cellulaire est transduite vers le noyau cellulaire par une série d'interactions protéine-protéine, des réactions de phosphorylation et d'autres événements. Les réseaux de signalisation intègrent généralement les réseaux d'interaction protéine-protéine, les réseaux de régulation des gènes et les réseaux métaboliques.

### Réseaux neuronaux
Les interactions complexes dans le cerveau en font un candidat idéal pour appliquer la théorie des réseaux. Les neurones du cerveau sont profondément connectés les uns aux autres, ce qui entraîne la présence de réseaux complexes dans les aspects structurels et fonctionnels du cerveau. Par exemple, des propriétés de réseau de petit monde ont été démontrées dans les connexions entre les zones corticales du cerveau de primate ou lors de la déglutition chez l'homme. Cela suggère que les zones corticales du cerveau n'interagissent pas directement les unes avec les autres, mais la plupart des zones peuvent être atteintes à partir de toutes les autres par seulement quelques interactions.

### Réseaux alimentaires
Tous les organismes sont connectés les uns aux autres grâce à des interactions alimentaires. Autrement dit, si une espèce mange ou est mangée par une autre espèce, elles sont connectées dans un réseau alimentaire complexe d'interactions prédateurs et proies. La stabilité de ces interactions est une question de longue date en écologie. Autrement dit, si certains individus sont supprimés, qu'advient-il du réseau (c'est-à-dire qu'il s'effondre ou s'adapte)? L'analyse de réseau peut être utilisée pour explorer la stabilité du réseau trophique et déterminer si certaines propriétés de réseau se traduisent par des réseaux plus stables. De plus, l'analyse du réseau peut être utilisée pour déterminer comment les prélèvements sélectifs d'espèces influenceront le réseau alimentaire dans son ensemble. Ceci est particulièrement important compte tenu de la perte potentielle d'espèces due au changement climatique mondial.

### Réseaux d'interaction entre espèces

#### Réseau avec un seul type d'interactions
En biologie, les interactions par paires ont historiquement fait l'objet d'études intenses. Avec les récents progrès de la science des réseaux, il est devenu possible d'intensifier les interactions par paires pour inclure des individus de nombreuses espèces impliquées dans de nombreux ensembles d'interactions afin de comprendre la structure et la fonction de réseaux écologiques plus vastes. L'utilisation de l'analyse de réseau peut permettre à la fois de découvrir et de comprendre comment ces interactions complexes se lient ensemble au sein du réseau du système, une propriété qui a été précédemment négligée. Cet outil puissant permet d'étudier différents types d'interactions (de la compétition à la coopérative ) en utilisant le même cadre général. Par exemple, les interactions plantes- pollinisateurs sont mutuellement bénéfiques et impliquent souvent de nombreuses espèces différentes de pollinisateurs ainsi que de nombreuses espèces différentes de plantes. Ces interactions sont essentielles à la reproduction des plantes et donc à l'accumulation de ressources à la base de la chaîne alimentaire pour les consommateurs primaires, mais ces réseaux d'interaction sont menacés par les changements anthropiques. L'utilisation de l'analyse des réseaux peut éclairer le fonctionnement des réseaux de pollinisation et peut à son tour éclairer les efforts de conservation. Au sein des réseaux de pollinisation, l'imbrication (c'est-à-dire que les spécialistes interagissent avec un sous-ensemble d'espèces avec lesquelles les généralistes interagissent), la redondance (c'est-à-dire que la plupart des plantes sont pollinisées par de nombreux pollinisateurs) et la modularité jouent un rôle important dans la stabilité du réseau. Ces propriétés de réseau peuvent en fait ralentir la propagation des effets de perturbation à travers le système et potentiellement amortir quelque peu le réseau de pollinisation contre les changements anthropiques. Plus généralement, la structure des interactions des espèces au sein d'un réseau écologique peut nous renseigner sur la diversité, la richesse et la robustesse du réseau. Les chercheurs peuvent même comparer les constructions actuelles des réseaux d'interactions d'espèces avec les reconstructions historiques des réseaux anciens pour déterminer comment les réseaux ont changé au fil du temps. Les recherches récentes sur ces réseaux d'interactions d'espèces complexes sont très soucieuses de comprendre quels facteurs (par exemple, la diversité) conduisent à la stabilité du réseau.

#### Réseaux multi-interaction inter-espèces
Un réseau multi-interactions est un modèle de réseau d’interactions écologiques, qui prend en compte plusieurs types d’interactions. Ce réseau d’interactions écologiques peut être considéré comme un emboîtement de plusieurs types de réseaux d’interactions comme les réseaux trophiques, les réseaux mutualistes et les réseaux hôtes-parasitoïdes. Il peut donc y avoir coexistence d’interactions antagonistes, négatives pour les deux partenaires, et mutualistes, bénéfiques pour les deux partenaires.
Les espèces d’une même communauté sont individuellement impliquées dans de multiples types d'interactions, mais généralement avec des partenaires différents .
Bien que Charles Darwin ait illustré le principe d’interdépendance des espèces dans une communauté , les premières études de réseaux multi-interaction n’ont commencé qu'à partir de la fin du XXe siècle. En effet, plusieurs écologues ont considéré que les modèles des réseaux précédents, ne prenant en compte qu’un seul type d’interaction (par exemple la prédation pour un réseau trophique) ne reflétaient pas la complexité des réseaux réels et sont donc susceptibles de manquer des effets résultant de l'emboîtement entre les réseaux  Par exemple deux espèces partageant un mutualiste et un prédateur peuvent être en “compétition apparente" (on observe des effets similaires à la compétition, sans qu'ils soient issus d'une réelle compétition) ou encore en “mutualisme apparent” (on observe des effets similaires à une interaction mutualiste, sans qu'ils soient issus d'une réelle interaction mutualiste).
La prise en compte de plusieurs interactions écologiques dans le même modèle, au lieu de les considérer individuellement, pourrait permettre une meilleure approche des dynamiques des populations, des équilibres du réseau ainsi que de la stabilité de ces équilibres, mais également une meilleure estimation de la diversité des espèces, de la productivité globale, des flux d'énergie , de la dynamique des extinctions ,et des cascades d'extinctions secondaires . Cela peut donner lieu à de nouvelles applications en conservation de la biodiversité 
Plusieurs notions sont importantes pour la compréhension de ces nouveaux modèles :  
- la nestedness est définie comme étant un schéma d’interaction dans lequel “les spécialistes interagissent avec les espèces qui forment de parfaits sous-ensemble des espèces avec lesquelles les généralistes interagissent”. Elle permet d'analyser, décrire et mesurer la "structure" d'un système écologique[30]
- la modularité : mesure de la qualité d'un partitionnement des nœuds d'un réseau, en communautés. Elle permet de visualiser à quel point un réseau est composé de différentes sous-unités (groupes d’espèces) connectées entre elles par des interactions interspécifiques.
- l’intimité : elle représente le degré d’association entre les deux participants d’une interaction. L’effet de l’intimité  des interactions  dépend du type de réseau considéré. Chez les réseaux mutualistes, l’intimité augmente l'emboîtement mais diminue la modularité tandis que chez les réseaux antagonistes, l’intimité diminue l'emboîtement mais augmente la modularité.
- l'interconnexion : association par connexion, de plusieurs réseaux distincts. Ces connexions sont réalisées via des espèces qui participent à plusieurs réseaux.
- La connectance ou connectivité : Le rapport entre le nombre de liens observés par rapport au nombre de liens possibles.
- la persistance : proportion d’espèces qui persistent à l’équilibre

Certains de ces modèles prennent aussi en compte la force des interactions (valeur représentant quantitativement, lors d’une interaction, l’impact sur la fitness des espèces qui y sont impliquées), et également le ratio entre le nombre d’interactions d’un type auquel une espèce participe et celui d’un autre type d’interaction auquel elle participe également .
Les réseaux d’interactions peuvent être de structures différentes, généralement emboîtées pour les réseaux mutualistes et compartimentée pour les réseaux antagonistes. Le fait de prendre en compte deux réseaux implique des espèces intermédiaires impliquées dans les deux réseaux. Selon la structure des deux sous-réseaux, les effets d’une perturbation sont différents. Considérons une perturbation qui soit matérialisée par la disparition d'une espèce intermédiaire. Les exemples suivants concernent des réseaux avec un seul type d’interaction, mais sont présentés pour aider à comprendre  comment les perturbations affectent les réseaux multi interactions : 
- Deux réseaux mutualistes qui ont une structure emboîtée : quelques espèces intermédiaires (les espèces généralistes) sont à la base de l’ensemble du réseau, connectées à de nombreuses espèces. Si la perturbation touche ces espèces, les effets de la perturbation se propagent donc dans l’ensemble du réseau[31].
- Deux réseaux mutualistes dont l’un a une structure emboîtée inversée à la deuxième: les espèces sont reliées au même nombre d'espèces chacune. Les effets des perturbations sont moins susceptibles de se propager d’un réseau à l’autre[31].
- Deux réseaux antagonistes qui ont une structure compartimentée avec des compartiments spécifiques (c'est-à-dire indépendants les uns des autres). Une perturbation ne concerne que le compartiment auquel elle appartient. Les effets ne se propagent pas dans les autres compartiments[31].
- Deux réseaux antagonistes dont les compartimentations sont différentes entre les deux réseaux. Les effets de la perturbation peuvent se propager d’un réseau à l’autre[31].

Ainsi on peut comprendre qu’un réseau mutualiste emboîté et un réseau antagoniste compartimenté ont des espèces généralistes impliquées dans plusieurs compartiments. Cette structure  entraîne, s’il y a perturbation, des effets en cascade .
Voici quelques exemples de réseaux multi-interaction, et des conclusions que l’on peut tirer de ces modèles :
- Un réseau où on étudie les interactions de prédation en même temps que les interactions mutualistes. L’étude de ce type de réseau, et plus particulièrement de la force des interactions entre espèces, et des ratios nombre d’interactions mutualistes/nombre d’interaction de prédation aide à la compréhension de  la persistance de la biodiversité [26]

- L’étude d’un module en diamant (un module étant un petit réseau d’interaction, qui forment l'unité de base d'un réseau plus grand). Ce module est formé de deux espèces "ressources" (c'est-à-dire espèces considérées comme une ressource pour le prédateur et le mutualiste) partageant un prédateur et un mutualiste. L’étude de ce module permet de déterminer la nature des relations biologiques indirectes entre les deux espèces "ressources", ainsi que la possibilité de la coexistence des 4 espèces formant le module[27].

- À partir d'un modèle représentant un réseau trophique à 3 niveaux : prédateurs, espèces focales (i.e. espèces sur lesquelles l’étude ce concentrent) et ressources, où l’on introduit l’effet de la compétition (biologie) interspécifique entre les espèces focales, on peut montrer que pour qu’il y ait un maintien de la biodiversité, il faut que les feedbacks intraspécifiques soient plus forts que les feedbacks interspécifiques. Or, la prédation  et la compétition peuvent toutes les deux modifier ces feedbacks, et donc participer au  maintien, ou au contraire à la diminution de la biodiversité. Plus précisément, pour que les espèces focales puissent coexister, il faut non seulement que la compétition intraspécifique au sein de ces espèces soit plus forte que la compétition interspécifique entre elles (ce qu’avait montré le modèle de Lotka Voltera), mais également que les prédateurs soient généralistes (c’est-à-dire consomment plusieurs types de proies), et que les espèces focales n’exercent pas une pression si importante sur les ressources que celles ci en viennent à disparaître.  Ce modèle conclut que l’on peut distinguer des systèmes où la prédation est  le principal contributeur au maintien de la biodiversité, des modèles où c’est la compétition, et des modèles où les deux y participent. Ca a des implications en conservation : pour étudier les conditions de coexistence des espèces, il faut, au lieu de  se concentrer sur un seul niveau trophique et étudier les effets de la compétition,  se concentrer sur tous les niveaux pour voir comment la prédation modifie les effets de la compétition [29]

- Prendre en compte un réseau trophique sans l’interaction de parasitisme peut mener à une vision qui diffère de celle avec la prise en compte de cette seconde interaction. Notamment, cet ajout entraîne un nombre supérieur de liens entre espèces avec de nouvelles relations, celles de parasite-hôte et parasite-prédateur, résultant en une augmentation de la longueur de la chaîne trophique. De plus, une interaction peut être prépondérante dans une communauté, et être dominante au niveau des liens entre espèces, d’où un intérêt, selon ce que l’on cherche à montrer, d’adopter une vision plus inclusive des interactions dans un réseau écologique. Ce changement de modèle peut également mener à de nouvelles représentations des lois qui peuvent intervenir dans réseau trophique simple. Par exemple, il est communément admis que la vulnérabilité face aux prédateurs diminue avec le niveau trophique. En revanche il a été observé qu’au contraire, la vulnérabilité face aux parasites augmente[32]
- Une autre étude montre que le parasitisme dans un réseau trophique joue sur la stabilité et la coexistence des espèces du système. Ses effets dépendent du type d’interaction qu’a le parasite avec son hôte mais aussi de l’espèce qu’il infecte. Dans cet exemple, considérons un système simple avec un prédateur et ses deux proies qui sont en compétition entre elles, ainsi qu’un parasite. Dans le cas où l’hôte est la proie, cela modifie l’effet bottom-up (Les espèces des niveaux trophiques inférieurs régulent les populations d’espèces des niveaux supérieurs) et la compétition en présence de prédateurs. L’infection de la proie  affecte également la compétitivité de l’hôte vis-à-vis de son concurrent, ce qui permet une coexistence de ces deux espèces. Dans le cas où le prédateur est infecté, l’effet top-down (les espèces des niveaux trophiques supérieurs régulent les populations des espèces des niveaux inférieurs) et l’apparente compétition des proies sont altérés. Le taux de mortalité du prédateur augmente et peut induire des effets en cascade par l’augmentation de la densité des proies. Cependant, les effets positifs ne sont pas les mêmes entre les proies puisque le prédateur a des interactions asymétriques entre elles, modifiant la compétition apparente et la coexistence des espèces. On peut également noter que le parasite et la proie peuvent avoir des interactions différentes. Ils peuvent être en compétition, chacun exploitant la même ressource: la proie. Ils peuvent également avoir une interaction de facilitation. En effet, lorsque la proie est infectée, sa vulnérabilité face au prédateur augmente. Il est donc plus facile pour le prédateur d’avoir des ressources. En termes de stabilité, on considère un système stable lorsqu’il y a des coexistences d’interaction faible et forte, c'est-à-dire que le système est hétérogène. Lorsque le prédateur est infecté, cela modifie les flux d’interactions et va donc créer de l’hétérogénéité. Cependant, lorsque c’est la proie qui est infectée, cela n’affecte pas la stabilité du système. La proie infectée n'influence pas le taux de mortalité et le taux de prédation des prédateurs[33].

- Utiliser un modèle prenant en compte différents types d’interactions entre espèces permet de considérer la modularité. Elle permet de visualiser à quel point un réseau est composé de différentes sous-unités (groupes d’espèces) connectées entre elles par des interactions interspécifiques. De plus, des recherches récentes [34]ont réussi à démontrer que la modularité, en lien avec d’autres paramètres comme la taille des modules et la force des interactions, a un impact sur la stabilité des écosystèmes. La modularité est stabilisante lorsqu’un système est composé de sous-systèmes de même taille et que la force d’interaction moyenne est négative. Elle est autrement déstabilisante. L’anti-modularité (lorsque la modularité est négative) est généralement déstabilisante.

- La prise en considération de plusieurs interactions a un impact sur différents paramètres de la communauté, mais également la proportion de ces interactions au sein d’un réseau écologique. Ainsi, un paramètre qui peut-être affecté par la présence de plusieurs interactions est la persistance des espèces, qui correspond à la capacité des espèces à perdurer dans le temps. Dans une étude, il a été observé une variation dans cette mesure, lorsque la proportion des cinq types d’interaction : commensalisme, ammensalisme , mutualisme, compétition, et antagonisme; n’était pas égale au sein d’un même réseau. Plus précisément, la persistance des espèces serait plus élevée lorsque la proportion d’interactions positives au sein d’une communauté, telles que le mutualisme, et dans une moindre mesure le commensalisme, est plus importante que les autres types d'interactions. Cependant, cette observation n’est pas généralisable à tous réseaux présentant une structure similaire. En effet, cette même étude a pu mettre en évidence que l’effet positif des interactions positives sur la persistance, décroissait avec la richesse spécifique de la communauté considérée. Par conséquent, il est possible d’avoir une coexistence de différents types d’interactions, en proportion différente ou non, au sein d’un réseau sans pour autant qu’il y ait un impact sur un paramètre impliqué dans la stabilité[35].

### Réseaux d'interaction intra-espèces
L'analyse de réseaux permet de quantifier les associations entre les individus, ce qui permet de déduire des détails sur le réseau au niveau de l'espèce et / ou de la population. L'une des caractéristiques les plus attrayantes du paradigme de l'analyse de réseaux serait qu'il fournit un cadre conceptuel unique dans lequel l'organisation sociale des animaux se rejoint et peut être étudié à tous les niveaux (individuel, dyade, groupe, population) et pour tous les types d'interaction (agressif, coopératif, sexuel) etc.).
Les chercheurs intéressés par l'éthologie, commencent à intégrer l'analyse de réseau dans leurs recherches. Les chercheurs intéressés par les insectes sociaux (par exemple, les fourmis et les abeilles) ont utilisé des analyses de réseau pour mieux comprendre la division du travail, la répartition des tâches et l'optimisation de la recherche de nourriture au sein des colonies,,; D'autres chercheurs s'intéressent à la façon dont certaines propriétés de réseau au niveau du groupe et / ou de la population peuvent expliquer les comportements individuels. Des études ont démontré comment la structure du réseau social animal peut être influencée par des facteurs allant des caractéristiques de l'environnement aux caractéristiques de l'individu, telles que l'expérience de développement et la personnalité. Au niveau de l'individu, la structuration des liens sociaux peut être un déterminant important de la forme physique, prédisant à la fois la survie et le succès de la reproduction. Au niveau de la population, la structure du réseau peut influencer la structuration des processus écologiques et évolutifs, tels que la sélection en fonction de la fréquence et la transmission des maladies et des informations. Par exemple, une étude sur les manakins à queue filaire (un petit passereau) a révélé que pour un mâle ayant un haut degré de connexions dans le réseau prédisait largement la capacité du mâle à s'élever dans la hiérarchie sociale (c'est-à-dire éventuellement obtenir un territoire et des accouplements). Dans les groupes de grands dauphins, les valeurs de centralité du degré et de l'interdépendance d'un individu peuvent prédire si cet individu présentera ou non certains comportements, comme l'utilisation du flop latéral et du lobtailing à l'envers pour diriger les efforts de déplacement du groupe; les individus avec des valeurs élevées d'interdépendance sont plus connectés et peuvent obtenir plus d'informations, et sont donc mieux adaptés pour mener des voyages de groupe et ont donc tendance à présenter ces comportements de signalisation plus que les autres membres du groupe.
L'analyse des réseaux sociaux peut également être utilisée pour décrire l'organisation sociale au sein d'une espèce de manière plus générale, ce qui révèle fréquemment d'importants mécanismes immédiats favorisant l'utilisation de certaines stratégies comportementales. Ces descriptions sont souvent liées aux propriétés écologiques (par exemple, la distribution des ressources). Par exemple, les analyses de réseau ont révélé des différences subtiles dans la dynamique de groupe de deux espèces apparentées de fission-fusion équide, le zèbre de Grévy et les onagres, vivant dans des environnements variables; Les zèbres de Grevy montrent des préférences distinctes dans leurs choix d'association lorsqu'ils se séparent en petits groupes, contrairement aux onagres. De même, les chercheurs intéressés par les primates ont également utilisé des analyses de réseau pour comparer les organisations sociales à travers l'ordre des primates divers, suggérant que l'utilisation de mesures de réseau (telles que la centralité, l'assortivité, la modularité et l'interdépendance) peut être utile pour expliquer les types de comportements sociaux. nous voyons au sein de certains groupes et pas d'autres.
Enfin, l'analyse des réseaux sociaux peut également révéler d'importantes fluctuations des comportements des animaux dans des environnements changeants. Par exemple, des analyses de réseau chez des babouins chacma femelles (Papio hamadryas ursinus) ont révélé d'importants changements dynamiques au fil des saisons qui étaient auparavant inconnus; au lieu de créer des liens sociaux stables et durables avec des amis, les babouins présentaient des relations plus variables qui dépendaient de contingences à court terme liées à la dynamique au niveau du groupe ainsi qu'à la variabilité environnementale. Les changements dans l'environnement de réseau social d'un individu peuvent également influencer des caractéristiques telles que la «personnalité»: par exemple, les araignées sociales qui se blottissent avec des voisins plus audacieux ont tendance à augmenter également en audace. Il s'agit d'un très petit ensemble d'exemples généraux de la façon dont les chercheurs peuvent utiliser l'analyse de réseau pour étudier le comportement des animaux. La recherche dans ce domaine se développe actuellement très rapidement, en particulier depuis le développement plus large des étiquettes d'origine animale et de la vision par ordinateur qui peuvent être utilisées pour automatiser la collecte des associations sociales. L'analyse des réseaux sociaux est un outil précieux pour étudier le comportement animal dans toutes les espèces animales et a le potentiel de découvrir de nouvelles informations sur le comportement animal et l'écologie sociale qui étaient auparavant mal comprises.

## Voir également
- Les statistiques appliquées
- Biostatistique
- Biologie des systèmes
- Réseaux d'interactions mutualistes

## Livres
- E. Estrada, "The Structure of Complex Networks: Theory and Applications", Oxford University Press, 2011,  (ISBN 978-0-199-59175-6)
- J. Krause, R. James, D. Franks, D. Croft, "Animal Social Networks", Oxford University Press, 2015,  (ISBN 978-0199679041)